# Syllipsimopodi bideni
Syllipsimopodi bideni — викопний вид головоногих молюсків, що існував у ранньому карбоні (330—323 млн років тому). Базальний у кладі Vampyropoda. Скам'янілі рештки виду знайдені в ущелині Ведмежий вапняк у відкладеннях формації Гіт-Шейл в окрузі Фергус у штаті Монтана (США).

## Назва
Назва роду Syllipsimopodi з грецької мови перекладається як «чіпка нога». Назва вибрана тому, що це найстаріший із відомих головоногих молюсків, у якого розвинулися присоски, які є модифікаціями стопи молюсків. Видова назва S. bideni дана на честь 46-го президента Сполучених Штатів Джозефа Р. Байдена.

## Опис
Тіло завдовжки до 12 см. Молюск мав 10 рук з присосками, причому дві з них були довшими за інші. Наразі це найстаріший відомий вампіропод і найдавніший відомий головоногий молюск із дворядними присосками на десяти міцних відростках. Це єдиний відомий вампіропод, який мав 10 функціональних відростків, а всі інші види мають вісім рук, що свідчить про те, що їхні предки мали десять рук. Руки мають розміри приблизно від 2,1 до 2,4 мм в ширину. Дві руки мали довжину 4,0—4,1 см, що становить 27 % від загальної довжини тіла. Подовжені руки не мають явного мануса і тонші за інші руки. Присоски розташовані вздовж середньої довжини та мають ~0,62 мм у діаметрі та розділені на ~0,5 мм.
Молюск був із простим, майже трикутним гладіусом, що містить воронкоподібний конус і серединне поле з серединним ребром, але без гіперболярних зон, конусних прапорців або бічних посилень; бічні поля малоймовірні. Відсутній камерний фрагмокон, примордіальний рострум або рострум. Десять рукавів з дворядними рядами присосок, але без гачків. Присутній чорнильний мішечок. На голові була одна пара плавників.